# Rolf Ridderwall
Rolf Ridderwall (né le 20 novembre 1958 en Suède) est un ancien gardien de but de hockey sur glace qui passa sa carrière dans l'Elitserien, principalement avec Djurgårdens IF.

## Carrière de joueur
Ridderwall fut l'un des meilleurs gardiens suédois de la décennie 1980. Membre régulier du Tre Kronor, il remporta avec ces derniers le bronze Olympique aux Jeux olympiques d'hiver de 1984. Il prit également part à 4 championnats du monde et à la Coupe Canada 1991.
Ridderwall atteint le sommet en 1990, alors qu'il fut nommé récipiendaire du Guldpucken, prix qui le sacra meilleur joueur Suédois de la saison 1989-90.
Son fils Stefan Ridderwall est également un gardien professionnel pour le DIF ; ce dernier, contrairement à son père, a été repêché dans la Ligue nationale de hockey en 2006.